# Latrotoxinas
Las latrotoxinas (LTXs) son una familia de proteínas del alto peso molecular y de carácter ácido (pH entre 5.0-6.0), que se encuentran en los venenos de las arañas del género Latrodectus, también conocidas como viudas negras. El veneno es un fluido oleoso y amarillento, integrado por lípidos, carbohidratos y proteínas. Contiene al menos 86 proteínas únicas (Duan et al. 2006), entre ellos varios homólogos de LTXs que desempeñan un papel en su toxicidad para los insectos y crustáceos (Grishin 1998). También tenemos dentro de esta familia de latrotoxinas, α-LTX, específicamente que afecta a vertebrados.

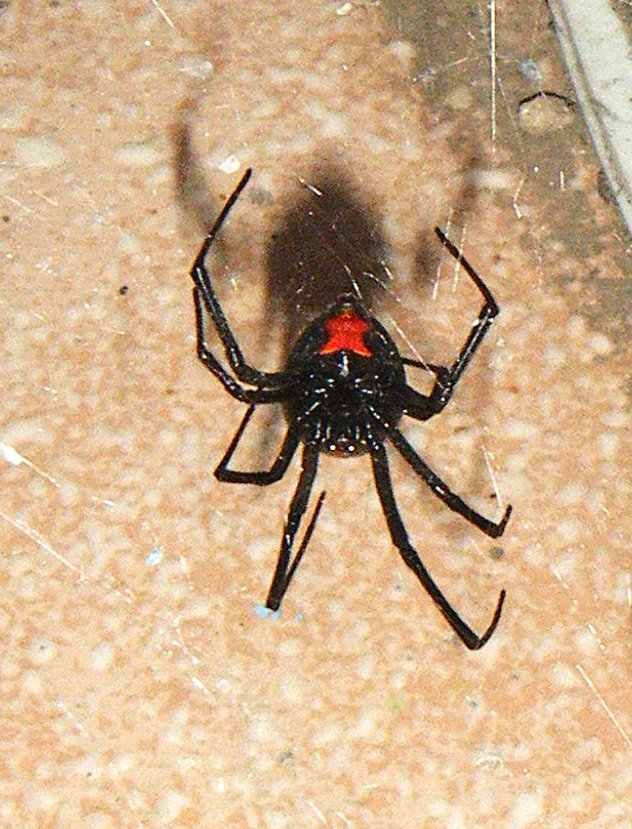
Latrodectus tredecimguttatus.

Ambos sexos de la especia animal sintetizan veneno, pero únicamente la hembra tiene colmillos suficientemente grandes y fuertes para penetrar en la piel humana. El veneno de esta araña contiene una familia de neurotoxinas relacionadas entre sí, conocidas como latrotoxinas, las cuales causan una estimulación de la exocitosis de neuronas y de células endocrinas. Estas neurotoxinas son selectivas dependiendo del taxón animal de la presa, de esta manera la alfa latrotoxina hace su efecto sobre vertebrados. Por otra parte la a, b y d latroinsectotoxina actúan sobre insectos, así como la alatrocrustotoxina sobre crustáceos.
Las latrotoxinas actúan solo en las células neuronales. Tanto la selectividad animal como la especificidad de tejido, se deben al hecho de que, para que actúen las toxinas, estas se unen a receptores en la superficie celular específicos de las neuronas, estos receptores son distintos dependiendo de la clase de animal. No obstante existen ciertas excepciones como es el caso de la d.latroinsectotoxina, que también tiene efecto a nivel de los músculos de los insectos, los cuales son sus presas naturales.

## Alfa-Latrotoxina

### Biosíntesis y estructura
A nivel glandular no se fabrica la α-latrotoxina como tal, sino que se fabrica un precursor de unos 160 kDa que sufrirá un proceso de maduración por acción de endoproteasas que dará lugar finalmente a la α-latrotoxina, de unos 120 Kda.
Estructuralmente posee 4 dominios.
- El dominio I es un péptido que sirve de señal para el clivaje de las endoproteasas, y por tanto, para la maduración de la molécula, que más adelante no estará presente en la molécula tóxica final.
- El dominio II es un área conservada N-terminal de 431 residuos y contiene dos secuencias hidrofóbicas de 20-26 aminoácidos. Están situadas en el interior de la molécula ya que la toxina es en realidad muy hidrosoluble. Estas secuencias son las responsables del paso de la molécula a través de las membranas plasmáticas y contienen 3 residuos de cisteína claves a la hora de conferir la toxicidad a la molécula.
- El dominio III contiene 754 residuos organizados en una secuencia repetida proteica semejante a las anquirinas humanas (proteínas ancla que entre otras son clave en la regulación del ritmo cardiaco, ayudan a la adhesión de otras proteínas a la membrana de los eritrocitos, evitando que sean destruidos por la propia presión sanguínea, además son responsables de que las células musculares sobrevivan a los esfuerzos que realizan). En la latrotoxina son fundamentales para la interacción entre la a. latrotoxina y sus receptores biológicos.
- Finalmente el dominio IV es una zona C terminal.[5]

### Mecanismo de acción tóxico
La α-latrotoxina es una potente neurotoxina, que puede causar una masiva secreción de neurotransmisores a concentraciones picomolar, provocando un bloqueo de la transmisión nerviosa y generando una parálisis muscular. Al parecer, presenta 3 tipos de mecanismos de acción sobre las neuronas, que llevan a cabo la liberación de iones intracelulares como el Ca2+ y el Na+ terminando en la activación de las mismas.
- El primer mecanismo es el realizado por la α-latrotoxina sobre la membrana citoplasmática, en la cual provoca la aparición de poros que permiten el paso de cationes divalentes y monovalentes (Ca2+, Mg2+, K+ y Na+) de la célula. Para realizar esta acción, la latrotoxina se une a la membrana celular formando tetrámeros que crean poros a través de los cuales ingresa el Ca2+ ejerciendo su efecto a nivel intracelular, y también activa a la fosfolipasa C mediada por la latrofilina.
- El segundo mecanismo está relacionado con la latrofilina, una proteína que sirve como receptor de la α-latrotoxina independiente de Ca2+. Esta proteína se encuentra insertada en la membrana citoplasmática y una vez unida a α-latrotoxina se activan los canales de Ca2+; sin embargo este mecanismo no está aún muy claro.[5]
- El tercer mecanismo es mediado por la neurexina, primer receptor descubierto para la α-latrotoxina, aunque el mecanismo exacto de acción por el cual genera la salida de iones de la célula no se conoce muy bien.

La activación de canales iónicos genera al principio una masiva liberación de acetilcolina y luego de catecolaminas de las terminaciones nerviosas del sistema nervioso autónomo. El veneno de Latrodectus spp posee además péptidos que potencian la acción de la bradiquinina. Como resultado de estos eventos ocurre la despolarización de la unión neuromuscular con hiperreactividad autonómica y agotamiento de la acetilcolina.

### Toxicidad
La dosis letal 50 (DL50) en ratones, por vía parenteral, de α - LTX  (mg / kg de peso corporal) es 20-40. DL50 para la rana = 145 mg / kg Mirlo = 5,9 mg / kg, canario = 4,7 mg / kg, cucaracha = 2,7 mg / kg, polluelo = 2.1 mg / kg, ratón = 0.9 mg / kg, mosca = 0,6 mg / kg, paloma = 0,4 mg / kg, cobaya = 0,1.

## Latrodectismo
Se conoce como latrodectismo al cuadro general causado por la mordedura de las arañas del género Lactrodectus, que si bien es inaparente en el momento de la misma, causa unos minutos más tarde dolor local y eritema, que a veces no se relaciona con la mordedura de la araña. Sin embargo, horas tras la mordedura presenta dolores cada vez más intensos por todo el cuerpo, sensación de ardor o escozor en la planta de los pies, calambres y espasmos musculares, hiperreflexia osteotendinosa, rigidez de la pared abdominal, posición fetal de la víctima, priapismo, retención urinaria, fasciculaciones, parestesias, cefaleas, náuseas, vómitos, sudoración profusa y ansiedad extrema. Las contracciones musculares y la fascies latrodéctica por contractura de los maseteros, puede hacer confundir el cuadro con un tétanos o intoxicación por estricnina. El abdomen duro o "en tabla" puede llevar a diagnósticos erróneos de abdomen agudo, e incluso a motivar por ello laparotomías o apendicectomías erróneas. Además puede aparecer febrícula, delirio, insuficiencia renal, convulsiones y fallo cardiopulmonar. Estas últimas complicaciones son raras, siendo la mortalidad inferior al 5%.

### Diagnóstico
Las pruebas analíticas son de escasa utilidad en el diagnóstico del latrodectismo, siendo los datos más frecuentes una discreta leucocitosis, aumento de la CPK (creatinfosfocinasa) y albuminuria.
Diagnóstico diferencial: Debe hacerse con apendicitis aguda, úlcera perforada, íleo, cólico biliar o renal e invaginación intestinal. Por otro lado tenemos síntomas como pancreatitis, tétanos, infarto agudo de miocardio, intoxicación alimenticia, torsión testicular. Durante el embarazo el latrodectismo puede producir síntomas y signos similares a los que se observan en la preeclampsia (dolor abdominal e hipertensión).

### Tratamiento
La evolución depende de la severidad de la intoxicación, desapareciendo los síntomas en los pacientes no tratados en unos 7 días y en los adecuadamente tratados en las primeras 48 horas. Las complicaciones son raras, aunque se han descrito casos de trombosis de la arteria poplítea, linfedema crónico, priapismo, parálisis de extremidades, infecciones bacterianas o virales en el sitio de la mordedura y fallecimiento. Estas complicaciones aparecen con preferencia en niños, ancianos y en pacientes con enfermedades cardiovasculares.

#### Medidas generales
- ABC (Aeración, Ventilación, Circulación)
- Analgésicos (control del dolor)
  - Metamizol 10 mg /Kg día.
  - Paracetamol 10-15 mg/Kg
  - Naproxeno disódico.
  - Meperidina (1-2 mg /Kg/día)
  - Morfina (0.01-0.02 mcg / Kg/día) IM
- Relajantes musculares
  - Metocarbamol 10 mg / kg IV en 5 –30 minutos hasta cada 6 horas.
  - Diazepam (0.2-0.4 mg /Kg)
- Gluconato de Calcio (1-2 ml/ kg) sin pasar de 10 ml lentamente y vigilar frecuencia cardiaca.
- Antihipertensivos desde nifedipino hasta nitroprusiato.
- Protección antitetánica según esquema y edad toxoide tetánico. (0.5 ml IM).
- Antibióticos: Derivados de betalactámicos.
- FABOTERAPIA: Suero Faboterápico Polivalente antiarácnido: modificado por digestión enzimática, liofilizado y libre de albúmina con capacidad neutralizante de 6000 DL 50 (1 dosis). Reservado principalmente a pacientes con sintomatología presente desde leve-moderada o severa, alteraciones respiratorias y sintomatología que no revierta a manejo con calcio, relajantes musculares y analgésicos.[9]

#### Lo que no debe hacerse en una lesión por mordedura de Latrodectus
- No utilizar antisépticos que coloreen la zona afectada.
- No emplear torniquetes en la extremidad afectada.
- No hacer cortes o succionar sobre el área mordida porque no es útil y podría condicionar infecciones agregadas.[9]

### Epidemiología
Los casos fatales se producen sobre todo en niños y ancianos. Aunque son de frecuencia muy reducida se registran anualmente uno o dos en EE. UU. y otros tantos en Sudamérica. La mortalidad de las mordeduras de viudas americanas se estima inferior al 5% y es prácticamente nula en las mordeduras debidas a especies europeas.

## Otros componentes del veneno
Además el veneno contiene polipéptidos, toxinas más pequeñas que interactúan con los canales catiónicos afectando el funcionamiento de canales de calcio sodio y potasio. Otros péptidos actúan potenciando el efecto de la bradiquinina. Hay enzimas como la hialuronidasa y el ácido D-aminobutitico, que actúan sobre la placa neuromuscular, aumentando la permeabilidad del sodio y potasio en la sinapsis adrenérgica. Esto permite una mayor liberación de catecolaminas, con efectos motores producidos por la depleción de la acetilcolina. Otra proteína contenida – la struerabutoxina A- es muy semejante a las toxinas de las serpientes marinas. También puede aislarse adenosina, guanosina, inosina y 2-4-6 trihidroxipurina.